# 德雷普特河
53°24′13.5″N 8°30′15.2″E / 53.403750°N 8.504222°E

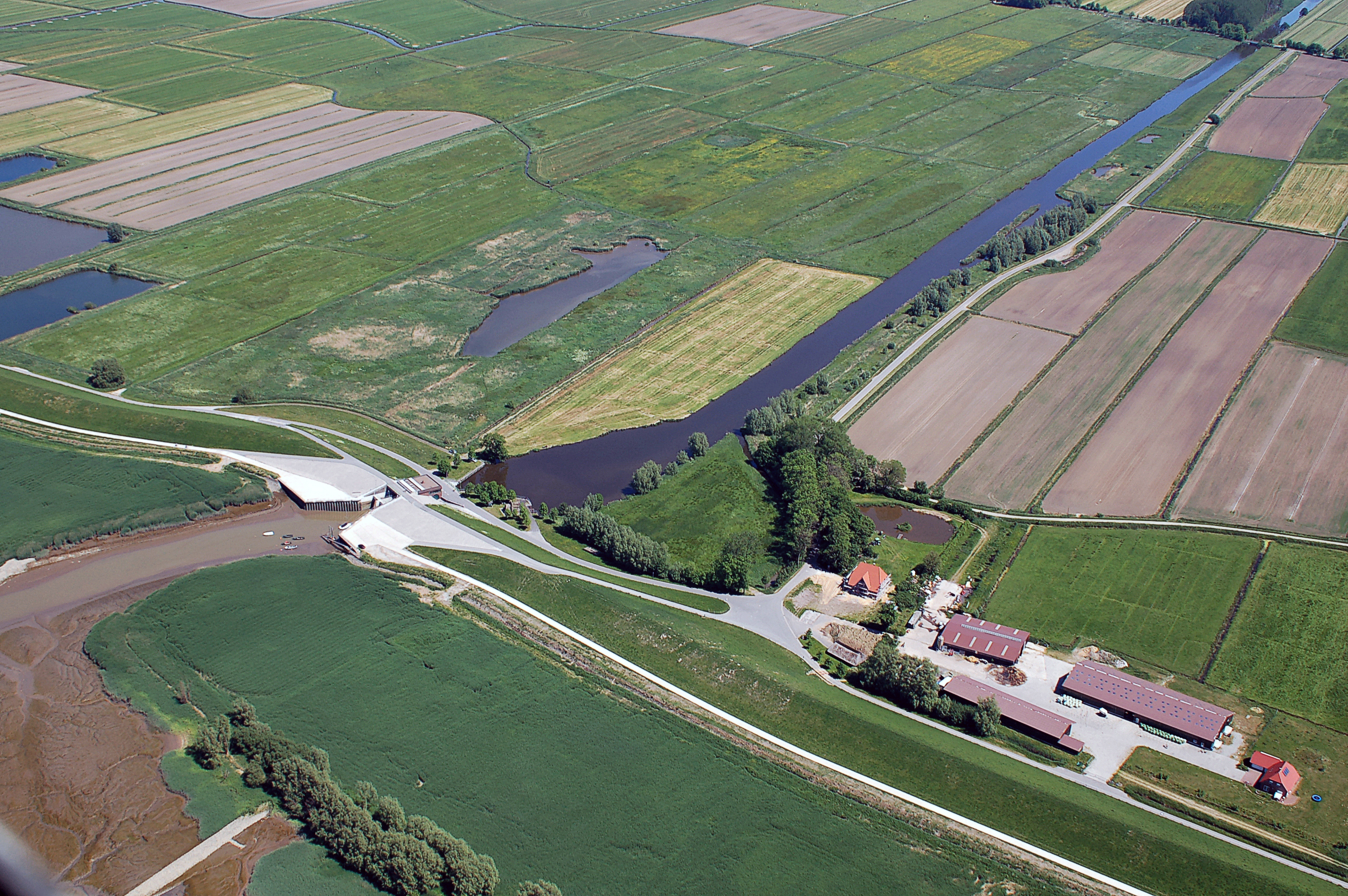
德雷普特河

德雷普特河（德語：Drepte），是德國的河流，位於該國西北部，由下薩克森州負責管轄，屬於威悉河的右支流，河道全長37.6公里，流域面積101平方公里，發源自奧斯特霍爾茨-沙姆貝克附近。